# Championnats du monde de patinage artistique 2023
Navigation
Mondiaux 2022 Mondiaux 2024
Les championnats du monde de patinage artistique 2023 ont lieu du 20 au 26 mars 2023 à la Super Arena de Saitama au Japon.
C'est la huitième fois que le Japon organise les championnats du monde de patinage artistique après les éditions de 1977, 1985, 1994, 2002, 2007, 2014 et 2019.

## Qualifications
Les patineurs sont éligibles à l'épreuve s'ils représentent une nation membre de l'Union internationale de patinage (International Skating Union en anglais) et s'ils ont atteint l'âge de 15 ans avant le 1er juillet 2022. Les fédérations nationales sélectionnent leurs patineurs en fonction de leurs propres critères, mais l'Union internationale de patinage exige un score minimum d'éléments techniques (Technical Elements Score en anglais) lors d'une compétition internationale avant les championnats du monde. 

### Score minimum d'éléments techniques
L'Union internationale de patinage stipule que les notes minimales doivent être obtenues lors d'une compétition internationale senior qu'elle reconnait lors la saison en cours ou précédente, au plus tard 21 jours avant le premier jour d'entraînement officiel.
| Score minimum d'éléments techniques                                                         | Score minimum d'éléments techniques | Score minimum d'éléments techniques |
| Discipline                                                                                  | Programme court                     | Programme libre                     |
| Messieurs                                                                                   | 34.00                               | 64.00                               |
| Dames                                                                                       | 32.00                               | 53.00                               |
| Couples                                                                                     | 29.00                               | 46.00                               |
| Danse sur glace                                                                             | 33.00                               | 49.00                               |
| ------------------------------------------------------------------------------------------- | ----------------------------------- | ----------------------------------- |
| Les scores des programmes courts et libres peuvent être obtenus à différentes compétitions. |                                     |                                     |

### Nombre d'inscriptions par discipline
Sur la base des résultats des championnats du monde 2022, l'Union internationale de patinage autorise chaque pays à avoir de une à trois inscriptions par discipline.
| Nombre d'inscriptions                                             | Messieurs                    | Dames                                  | Couples                                                | Danse sur glace                            |
| ----------------------------------------------------------------- | ---------------------------- | -------------------------------------- | ------------------------------------------------------ | ------------------------------------------ |
| 3                                                                 | États-Unis Japon             | Belgique Corée du Sud États-Unis Japon | Canada États-Unis Japon                                | États-Unis France                          |
| 2                                                                 | Canada France Géorgie Italie | Allemagne Azerbaïdjan Géorgie          | Allemagne Autriche France Géorgie Pays-Bas Royaume-Uni | Canada Espagne Italie Lituanie Royaume-Uni |
| Si non répertorié ci-dessus, une seule inscription est autorisée. |                              |                                        |                                                        |                                            |

Le 1er mars 2022, l'Union internationale de patinage interdit aux patineurs artistiques et aux officiels de la fédération de Russie et de la Biélorussie de participer et d'assister à toutes les compétitions internationales en raison de l'invasion russe de l'Ukraine le 24 février 2022. Ainsi ces deux pays sont absents des championnats du monde 2023, 13 mois après le début du conflit, pour la deuxième année consécutive.

## Podiums
| Épreuves                            | Or                          | Argent                                  | Bronze                      |
| ----------------------------------- | --------------------------- | --------------------------------------- | --------------------------- |
| Messieurs résultats détaillés       | Shōma Uno                   | Cha Jun-hwan                            | Ilia Malinin                |
| Dames résultats détaillés           | Kaori Sakamoto              | Lee Hae-in                              | Loena Hendrickx             |
| Couples résultats détaillés         | Riku Miura / Ryuichi Kihara | Alexa Scimeca Knierim / Brandon Frazier | Sara Conti / Niccolò Macii  |
| Danse sur glace résultats détaillés | Madison Chock / Evan Bates  | Charlène Guignard / Marco Fabbri        | Piper Gilles / Paul Poirier |

## Tableau des médailles
| Rang  | Nation       | Or | Argent | Bronze | Total |
| ----- | ------------ | -- | ------ | ------ | ----- |
| 1     | Japon        | 3  | 0      | 0      | 3     |
| 2     | États-Unis   | 1  | 1      | 1      | 3     |
| 3     | Corée du Sud | 0  | 2      | 0      | 2     |
| 4     | Italie       | 0  | 1      | 1      | 2     |
| 5     | Belgique     | 0  | 0      | 1      | 1     |
| 5     | Canada       | 0  | 0      | 1      | 1     |
| Total | Total        | 4  | 4      | 4      | 12    |

## Détails des compétitions

### Messieurs
| Rang                                        | Nom                          | Pays         | Points | Programme court | Programme court | Programme libre | Programme libre |
| ------------------------------------------- | ---------------------------- | ------------ | ------ | --------------- | --------------- | --------------- | --------------- |
| 1                                           | Shōma Uno                    | Japon        | 301.14 | 1               | 104.63          | 1               | 196.51          |
| 2                                           | Cha Jun-hwan                 | Corée du Sud | 296.03 | 3               | 99.64           | 2               | 196.39          |
| 3                                           | Ilia Malinin                 | États-Unis   | 288.44 | 2               | 100.38          | 3               | 188.06          |
| 4                                           | Kevin Aymoz                  | France       | 282.97 | 5               | 95.56           | 4               | 187.41          |
| 5                                           | Jason Brown                  | États-Unis   | 280.04 | 6               | 94.17           | 5               | 185.87          |
| 6                                           | Kazuki Tomono                | Japon        | 273.41 | 7               | 92.68           | 6               | 180.73          |
| 7                                           | Keegan Messing               | Canada       | 265.16 | 4               | 98.75           | 11              | 166.41          |
| 8                                           | Lukas Britschgi              | Suisse       | 257.34 | 9               | 86.18           | 9               | 171.16          |
| 9                                           | Matteo Rizzo                 | Italie       | 256.04 | 13              | 79.28           | 7               | 176.76          |
| 10                                          | Adam Siao Him Fa             | France       | 253.11 | 12              | 79.78           | 8               | 173.33          |
| 11                                          | Vladimir Litvintsev          | Azerbaïdjan  | 251.76 | 10              | 82.71           | 10              | 169.05          |
| 12                                          | Daniel Grassl                | Italie       | 244.43 | 8               | 86.50           | 14              | 157.93          |
| 13                                          | Deniss Vasiļjevs             | Lettonie     | 243.15 | 11              | 82.37           | 13              | 160.78          |
| 14                                          | Mikhail Shaidorov            | Kazakhstan   | 236.93 | 18              | 75.41           | 12              | 161.52          |
| 15                                          | Sōta Yamamoto                | Japon        | 232.39 | 17              | 75.48           | 15              | 156.91          |
| 16                                          | Mark Gorodnitsky             | Israël       | 232.13 | 14              | 77.89           | 16              | 154.24          |
| 17                                          | Mihhail Selevko              | Estonie      | 230.94 | 15              | 76.81           | 17              | 154.13          |
| 18                                          | Andreas Nordebäck            | Suède        | 223.52 | 20              | 73.45           | 18              | 150.07          |
| 19                                          | Nikita Starostin             | Allemagne    | 217.87 | 16              | 75.53           | 19              | 142.34          |
| 20                                          | Moris Kvitelashvili          | Géorgie      | 212.32 | 21              | 73.05           | 20              | 139.27          |
| 21                                          | Andrew Torgashev             | États-Unis   | 210.59 | 22              | 71.41           | 21              | 139.18          |
| 22                                          | Jin Boyang                   | Chine        | 204.22 | 19              | 75.04           | 23              | 129.18          |
| 23                                          | Adam Hagara                  | Slovaquie    | 203.26 | 24              | 70.29           | 22              | 132.97          |
| 24                                          | Maurizio Zandron             | Autriche     | 194.31 | 23              | 70.36           | 24              | 123.95          |
| Patineurs éliminés après le programme court |                              |              |        |                 |                 |                 |                 |
| 25                                          | Kyrylo Marsak                | Ukraine      |        | 25              | 68.60           | NC              | NC              |
| 26                                          | Conrad Orzel                 | Canada       |        | 26              | 67.65           | NC              | NC              |
| 27                                          | Tomàs-Llorenç Guarino Sabaté | Espagne      |        | 27              | 67.60           | NC              | NC              |
| 28                                          | Burak Demirboğa              | Turquie      |        | 28              | 65.73           | NC              | NC              |
| 29                                          | Nika Egadze                  | Géorgie      |        | 29              | 65.17           | NC              | NC              |
| 30                                          | Alexander Zlatkov            | Bulgarie     |        | 30              | 62.31           | NC              | NC              |
| 31                                          | Jari Kessler                 | Croatie      |        | 31              | 61.94           | NC              | NC              |
| 32                                          | Graham Newberry              | Royaume-Uni  |        | 32              | 61.70           | NC              | NC              |
| 33                                          | Vladimir Samoilov            | Pologne      |        | 33              | 61.48           | NC              | NC              |
| 34                                          | Georgii Reshtenko            | Tchéquie     |        | 34              | 59.93           | NC              | NC              |

### Dames
| Rang                                          | Nom                     | Pays         | Points | Programme court | Programme court | Programme libre | Programme libre |
| --------------------------------------------- | ----------------------- | ------------ | ------ | --------------- | --------------- | --------------- | --------------- |
| 1                                             | Kaori Sakamoto          | Japon        | 224.61 | 1               | 79.24           | 2               | 145.37          |
| 2                                             | Lee Hae-in              | Corée du Sud | 220.94 | 2               | 73.62           | 1               | 147.32          |
| 3                                             | Loena Hendrickx         | Belgique     | 210.42 | 5               | 71.94           | 4               | 138.48          |
| 4                                             | Isabeau Levito          | États-Unis   | 207.65 | 4               | 73.03           | 5               | 134.62          |
| 5                                             | Mai Mihara              | Japon        | 205.70 | 3               | 73.46           | 6               | 132.24          |
| 6                                             | Kim Chae-yeon           | Corée du Sud | 203.51 | 12              | 64.06           | 3               | 139.45          |
| 7                                             | Nicole Schott           | Allemagne    | 197.76 | 7               | 67.29           | 9               | 130.47          |
| 8                                             | Kimmy Repond            | Suisse       | 194.09 | 13              | 62.75           | 8               | 131.34          |
| 9                                             | Niina Petrõkina         | Estonie      | 193.49 | 6               | 68.00           | 12              | 125.49          |
| 10                                            | Rinka Watanabe          | Japon        | 192.81 | 15              | 60.90           | 7               | 131.91          |
| 11                                            | Nina Pinzarrone         | Belgique     | 191.78 | 14              | 62.04           | 10              | 129.74          |
| 12                                            | Amber Glenn             | États-Unis   | 188.33 | 10              | 65.52           | 14              | 122.81          |
| 13                                            | Madeline Schizas        | Canada       | 187.49 | 16              | 60.02           | 11              | 127.47          |
| 14                                            | Anastasia Gubanova      | Géorgie      | 184.92 | 11              | 65.40           | 15              | 119.52          |
| 15                                            | Bradie Tennell          | États-Unis   | 184.14 | 8               | 66.45           | 16              | 117.69          |
| 16                                            | Ekaterina Kurakova      | Pologne      | 181.43 | 9               | 65.69           | 17              | 115.74          |
| 17                                            | Lara Naki Gutmann       | Italie       | 178.43 | 23              | 55.22           | 13              | 123.21          |
| 18                                            | Kim Ye-lim              | Corée du Sud | 174.30 | 17              | 60.02           | 19              | 114.28          |
| 19                                            | Olga Mikutina           | Autriche     | 172.31 | 20              | 57.05           | 18              | 115.26          |
| 20                                            | Julia Sauter            | Roumanie     | 165.62 | 22              | 56.02           | 20              | 109.60          |
| 21                                            | Janna Jyrkinen          | Finlande     | 160.91 | 21              | 56.06           | 21              | 104.85          |
| 22                                            | Lindsay van Zundert     | Pays-Bas     | 159.55 | 19              | 57.56           | 22              | 101.99          |
| 23                                            | Sofja Stepčenko         | Lettonie     | 158.38 | 18              | 58.87           | 24              | 99.51           |
| 24                                            | Alexandra Feigin        | Bulgarie     | 155.74 | 24              | 54.65           | 23              | 101.09          |
| Patineuses éliminées après le programme court |                         |              |        |                 |                 |                 |                 |
| 25                                            | Lorine Schild           | France       |        | 25              | 54.35           | NC              | NC              |
| 26                                            | Jade Hovine             | Belgique     |        | 26              | 54.10           | NC              | NC              |
| 27                                            | Kristen Spours          | Royaume-Uni  |        | 27              | 53.38           | NC              | NC              |
| 28                                            | Ema Doboszová           | Slovaquie    |        | 28              | 53.01           | NC              | NC              |
| 29                                            | Kristina Isaev          | Allemagne    |        | 29              | 52.93           | NC              | NC              |
| 30                                            | Anastasia Gracheva      | Moldavie     |        | 30              | 50.55           | NC              | NC              |
| 31                                            | Marilena Kitromilis     | Chypre       |        | 31              | 48.92           | NC              | NC              |
| 32                                            | Eliška Březinová        | Tchéquie     |        | 32              | 47.29           | NC              | NC              |
| 33                                            | Daša Grm                | Slovénie     |        | 33              | 47.04           | NC              | NC              |
| 34                                            | Júlia Láng              | Hongrie      |        | 34              | 44.26           | NC              | NC              |
| 35                                            | Mia Caroline Risa Gomez | Norvège      |        | 35              | 43.54           | NC              | NC              |

### Couples
| Rang                                      | Nom                                           | Pays        | Points | Programme court | Programme court | Programme libre | Programme libre |
| ----------------------------------------- | --------------------------------------------- | ----------- | ------ | --------------- | --------------- | --------------- | --------------- |
| 1                                         | Riku Miura / Ryuichi Kihara                   | Japon       | 222.16 | 1               | 80.72           | 2               | 141.44          |
| 2                                         | Alexa Scimeca Knierim / Brandon Frazier       | États-Unis  | 217.48 | 2               | 74.64           | 1               | 142.84          |
| 3                                         | Sara Conti / Niccolò Macii                    | Italie      | 208.08 | 3               | 73.24           | 3               | 134.84          |
| 4                                         | Deanna Stellato-Dudek / Maxime Deschamps      | Canada      | 199.97 | 4               | 72.81           | 6               | 127.16          |
| 5                                         | Emily Chan / Spencer Howe                     | États-Unis  | 194.73 | 5               | 70.23           | 8               | 124.50          |
| 6                                         | Lia Pereira / Trennt Michaud                  | Canada      | 193.00 | 6               | 65.31           | 4               | 127.69          |
| 7                                         | Maria Pavlova / Alexei Sviatchenko            | Hongrie     | 190.67 | 8               | 64.43           | 7               | 126.24          |
| 8                                         | Anastasia Golubeva / Hektor Giotopoulos Moore | Australie   | 189.47 | 11              | 61.95           | 5               | 127.52          |
| 9                                         | Annika Hocke / Robert Kunkel                  | Allemagne   | 184.60 | 15              | 60.89           | 9               | 123.71          |
| 10                                        | Alisa Efimova / Ruben Blommaert               | Allemagne   | 184.46 | 7               | 65.23           | 10              | 119.23          |
| 11                                        | Brooke McIntosh / Benjamin Mimar              | Canada      | 181.95 | 10              | 63.33           | 11              | 118.62          |
| 12                                        | Ellie Kam / Daniel O'Shea                     | États-Unis  | 175.59 | 9               | 63.40           | 13              | 112.19          |
| 13                                        | Daria Danilova / Michel Tsiba                 | Pays-Bas    | 173.85 | 12              | 61.24           | 12              | 112.61          |
| 14                                        | Camille Mendoza / Pavel Kovalev               | France      | 172.29 | 13              | 61.07           | 14              | 111.22          |
| 15                                        | Oxana Vouillamoz / Flavien Giniaux            | France      | 157.19 | 16              | 58.12           | 15              | 99.07           |
| 16                                        | Anastasia Vaipan-Law / Luke Digby             | Royaume-Uni | 153.38 | 17              | 55.42           | 16              | 97.96           |
| 17                                        | Zhang Siyang / Yang Yongchao                  | Chine       | 148.23 | 20              | 50.32           | 17              | 97.91           |
| 18                                        | Isabella Gamez / Aleksandr Korovin            | Philippines | 147.07 | 19              | 53.29           | 18              | 93.78           |
| 19                                        | Karina Safina / Luka Berulava                 | Géorgie     | 146.99 | 14              | 60.98           | 20              | 86.01           |
| 20                                        | Nika Osipova / Dmitry Epstein                 | Pays-Bas    | 146.27 | 18              | 54.93           | 19              | 91.34           |
| Couples éliminés après le programme court |                                               |             |        |                 |                 |                 |                 |
| 21                                        | Federica Simoli / Alessandro Zarbo            | Tchéquie    |        | 21              | 49.59           | NC              | NC              |
| 22                                        | Violetta Sierova / Ivan Khobta                | Ukraine     |        | 22              | 44.74           | NC              | NC              |
| 23                                        | Lydia Smart / Harry Mattick                   | Royaume-Uni |        | 23              | 43.82           | NC              | NC              |

### Danse sur glace
| Rang                                               | Nom                                             | Pays             | Points | Danse rythmique | Danse rythmique | Danse libre | Danse libre |
| -------------------------------------------------- | ----------------------------------------------- | ---------------- | ------ | --------------- | --------------- | ----------- | ----------- |
| 1                                                  | Madison Chock / Evan Bates                      | États-Unis       | 226.01 | 1               | 91.94           | 1           | 134.07      |
| 2                                                  | Charlène Guignard / Marco Fabbri                | Italie           | 219.85 | 2               | 88.21           | 2           | 131.64      |
| 3                                                  | Piper Gilles / Paul Poirier                     | Canada           | 217.88 | 3               | 87.34           | 3           | 130.54      |
| 4                                                  | Lilah Fear / Lewis Gibson                       | Royaume-Uni      | 214.73 | 4               | 86.56           | 5           | 128.17      |
| 5                                                  | Laurence Fournier Beaudry / Nikolaj Sørensen    | Canada           | 214.04 | 5               | 85.59           | 4           | 128.45      |
| 6                                                  | Caroline Green / Michael Parsons                | États-Unis       | 201.44 | 6               | 78.74           | 6           | 122.70      |
| 7                                                  | Allison Reed / Saulius Ambrulevičius            | Lituanie         | 199.20 | 7               | 78.70           | 7           | 120.50      |
| 8                                                  | Natálie Taschlerová / Filip Taschler            | Tchéquie         | 196.39 | 9               | 76.56           | 8           | 119.83      |
| 9                                                  | Juulia Turkkila / Matthias Versluis             | Finlande         | 193.54 | 8               | 76.97           | 9           | 116.57      |
| 10                                                 | Christina Carreira / Anthony Ponomarenko        | États-Unis       | 190.10 | 10              | 75.24           | 11          | 114.86      |
| 11                                                 | Kana Muramoto / Daisuke Takahashi               | Japon            | 188.87 | 11              | 72.92           | 10          | 115.95      |
| 12                                                 | Evgeniia Lopareva / Geoffrey Brissaud           | France           | 183.61 | 12              | 72.80           | 13          | 110.81      |
| 13                                                 | Maria Kazakova / Georgy Reviya                  | Géorgie          | 181.22 | 14              | 69.43           | 12          | 111.79      |
| 14                                                 | Loïcia Demougeot / Théo Le Mercier              | France           | 176.85 | 13              | 69.88           | 14          | 106.97      |
| 15                                                 | Jennifer Janse van Rensburg / Benjamin Steffan  | Allemagne        | 170.03 | 15              | 67.95           | 16          | 102.08      |
| 16                                                 | Holly Harris / Jason Chan                       | Australie        | 169.47 | 16              | 64.80           | 15          | 104.67      |
| 17                                                 | Mariia Nosovitskaya / Mikhail Nosovitskiy       | Israël           | 163.01 | 17              | 64.14           | 18          | 98.87       |
| 18                                                 | Victoria Manni / Carlo Röthlisberger            | Italie           | 162.97 | 18              | 64.02           | 17          | 98.95       |
| 19                                                 | Mariia Holubtsova / Kyryl Bielobrov             | Ukraine          | 162.38 | 19              | 63.94           | 19          | 98.44       |
| 20                                                 | Mariia Ignateva / Danijil Szemko                | Hongrie          | 157.51 | 20              | 63.88           | 20          | 93.63       |
| Couples de danse éliminés après la danse rythmique |                                                 |                  |        |                 |                 |             |             |
| 21                                                 | Marie Dupayage / Thomas Nabais                  | France           |        | 21              | 63.81           | NC          | NC          |
| 22                                                 | Anastasia Polibina / Pavel Golovishnikov        | Pologne          |        | 22              | 61.80           | NC          | NC          |
| 23                                                 | Anna Šimová / Kirill Aksenov                    | Slovaquie        |        | 23              | 60.16           | NC          | NC          |
| 24                                                 | Charlotte Lafond-Fournier / Richard Kang In Kam | Nouvelle-Zélande |        | 24              | 58.33           | NC          | NC          |
| 25                                                 | Chen Xizi / Xing Jianing                        | Chine            |        | 25              | 58.12           | NC          | NC          |
| 26                                                 | Paulina Ramanauskaitė / Deividas Kizala         | Lituanie         |        | 26              | 58.06           | NC          | NC          |
| 27                                                 | Aurelija Ipolito / Luke Russell                 | Lettonie         |        | 27              | 55.90           | NC          | NC          |
| 28                                                 | Solène Mazingue / Marko Jevgeni Gaidajenko      | Estonie          |        | 28              | 55.67           | NC          | NC          |
| 29                                                 | Adrienne Carhart / Oleksandr Kolosovskyi        | Azerbaïdjan      |        | 29              | 55.59           | NC          | NC          |
| 30                                                 | Sofia Val / Asaf Kazimov                        | Espagne          |        | 30              | 53.94           | NC          | NC          |
| 31                                                 | Chelsea Verhaegh / Sherim van Geffen            | Pays-Bas         |        | 31              | 50.94           | NC          | NC          |
| 32                                                 | Olivia Josephine Shilling / Leo Baeten          | Belgique         |        | 32              | 50.67           | NC          | NC          |
| 33                                                 | Gaukhar Nauryzova / Boyisangur Datiev           | Kazakhstan       |        | 33              | 47.77           | NC          | NC          |